# Algemene dagelijkse levensverrichtingen
Algemene dagelijkse levensverrichtingen (ADL) zijn de handelingen die mensen dagelijks in het gewone leven verrichten. Het begrip wordt vooral in de zorg gebruikt om te bepalen in hoeverre iemand zelfredzaam is. Iemand die heel weinig ADL-verrichtingen zelf kan doen zal veel hulp nodig hebben en misschien zelfs in een verpleegtehuis verzorgd dienen te worden. 
Overzicht van zelfzorgactiviteiten die onder de noemer ADL vallen:
- eten, inclusief medicijnen innemen
- drinken
- in en uit bed komen, in stoelen gaan zitten en weer opstaan
- bewegen, lopen
- ontspanning
- zinvolle activiteit (hobby, sport)
- aan- en uitkleden
- praten
- gehoor
- plassen
- ontlasting
- lichaamswarmte regelen (bv. kachel hoger/lager kunnen zetten, dunne of dikke kleding uitkiezen)
- lichamelijke hygiëne
- reizen

Het doel van bij de zelfverzorg van individuen betrokken verplegenden en verzorgenden is om de zelfredzaamheid te stimuleren en tekorten daarin aan te vullen, rekening houdend met de lichamelijke en geestelijke vermogens van de persoon. 
Sommigen mensen  hebben alleen hulp bij de huishoudelijke dagelijkse levensverrichtingen (HDL) nodig.